# تسلسل أحداث الحرب العالمية الثانية في عام (1940)

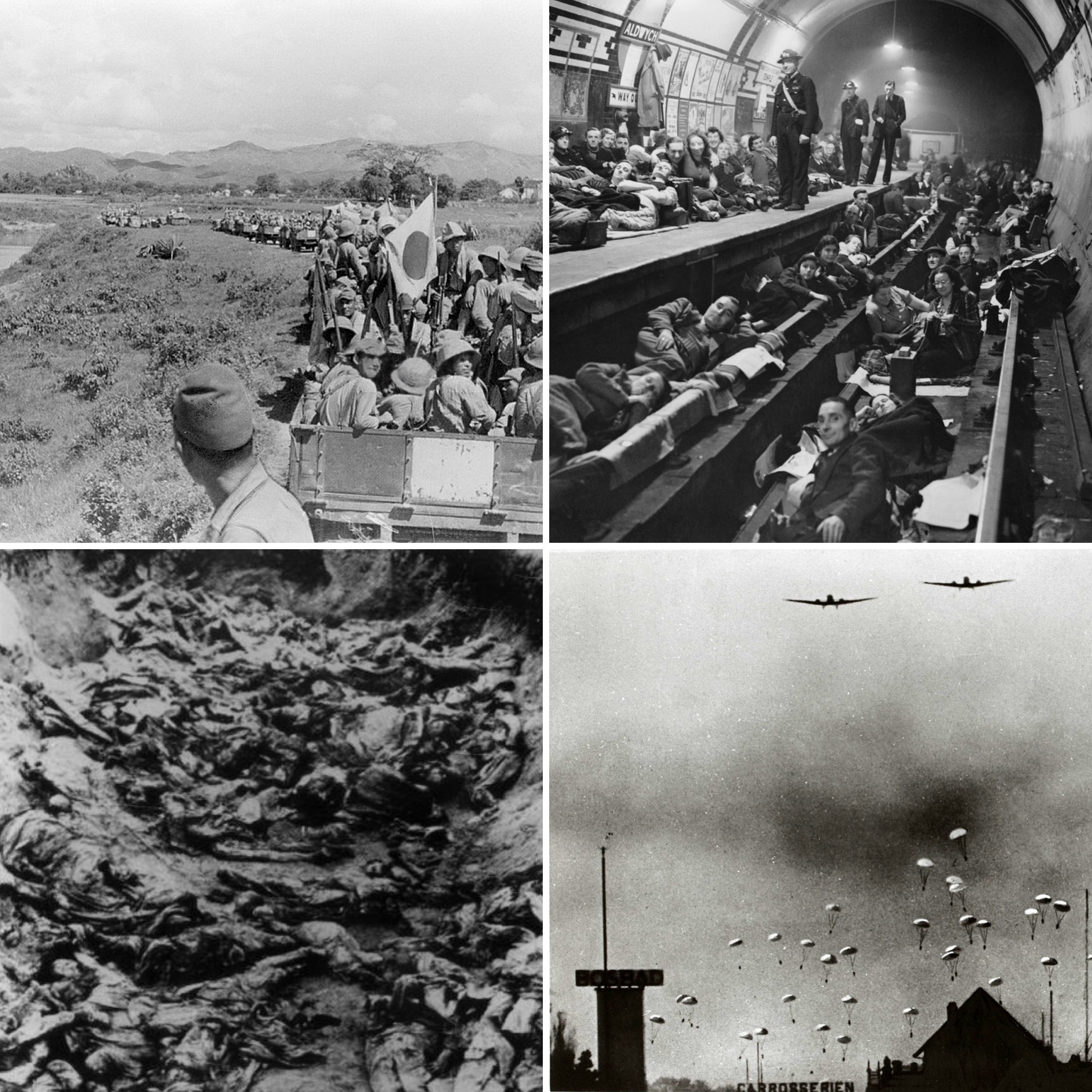
1940، في اتجاه عقارب الساعة من أعلى اليسار: قوات الجيش الياباني تتقدم إلى لانج سين أثناء الاحتلال الياباني للهند الصينية الفرنسية ، محطة مترو لندن تخدم ملجأ موريسون خلال معركة بريطانيا ، وصول المظليين الألمان إلى معركة لاهاي ، المقبرة الجماعية ضحايا مذبحة كاتين

## يناير 1940
- 1 يناير: شن 10.000 جندي ياباني هجومًا مضادًا في مقاطعة شانشي الشرقية في الصين في محاولة لتخفيف الفرقة اليابانية السادسة والثلاثين المحاصرة تقريبًا. [1]

- 2 يناير: توقف الهجوم السوفييتي في فنلندا بعدة انتصارات فنلندية؛ تم تدمير العديد من الدبابات السوفيتية.

- 7 يناير
  - تم تأسيس تقنين المواد الغذائية الأساسية في المملكة المتحدة. [2]
  - تم الإبلاغ عن انتصار فنلندي كبير في سوموسالمي ؛ تم القضاء على فرقة سوفييتية كاملة، وتم الاستيلاء على عدد من المركبات العسكرية مرة أخرى.
  - الجنرال سيميون تيموشينكو يتولى قيادة قوات الجيش السوفيتي في فنلندا. [1]

- 10 يناير: حادثة ميكلين : تحطمت طائرة ألمانية تحمل خططًا لسقوط فالجيلب في بلجيكا المحايدة.

- 16 يناير: كشفت الوثائق التي تم الاستيلاء عليها عن خطط هتلر لغزو الدول الاسكندنافية وتأجيل غزو فرنسا والبلدان المنخفضة حتى الربيع، عندما يكون الطقس أكثر ملاءمة للغزو.

- 17 يناير: تم إرجاع القوات السوفييت إلى فنلندا والرد بهجمات جوية مكثفة.

- 24 يناير: تم تعيين راينهارد هايدريش من قبل غورينغ لحل "المسألة اليهودية".

- 27 يناير: ألمانيا تضع الخطط النهائية لغزو الدنمارك والنرويج.

## فبراير 1940

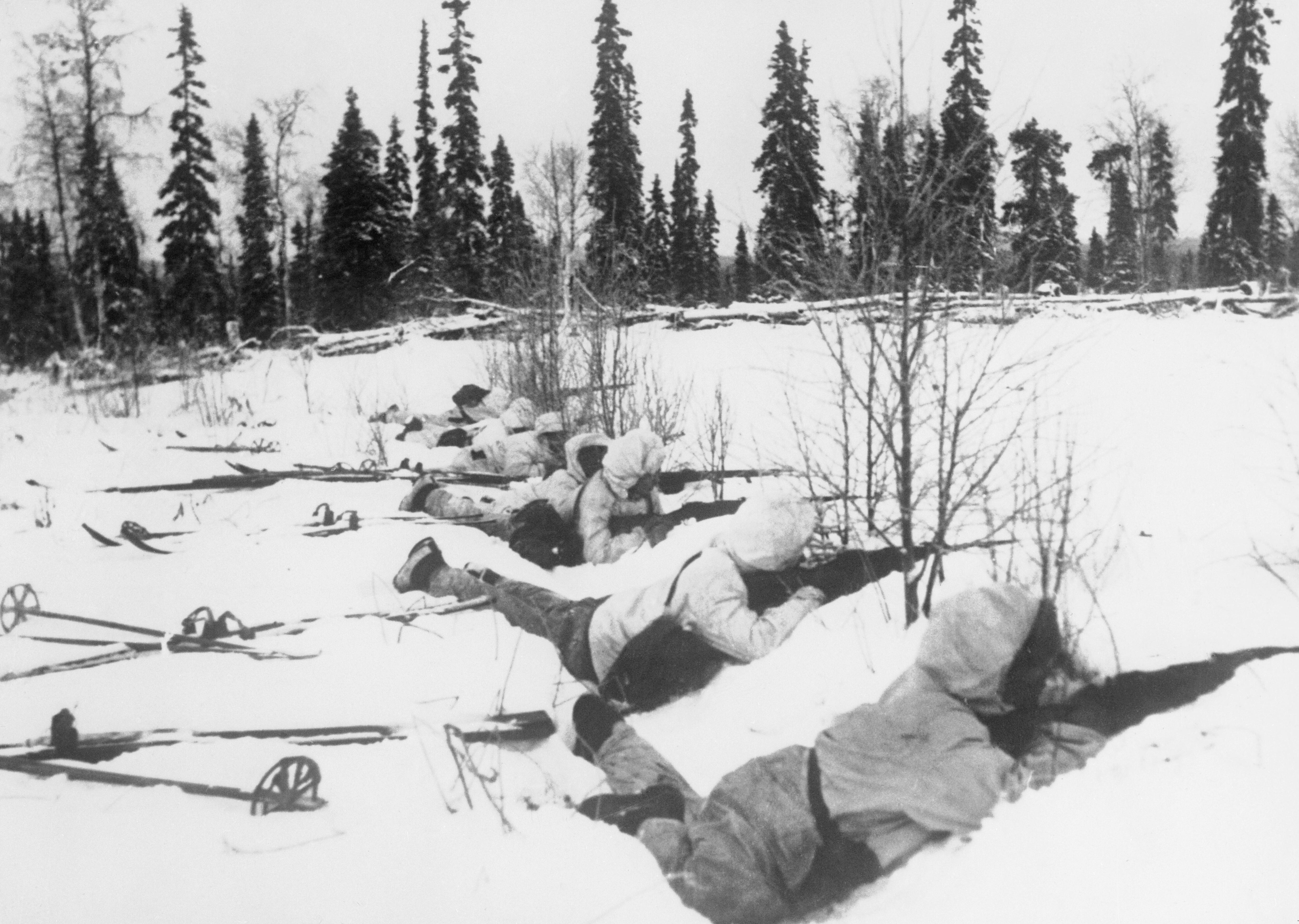
قوات التزلج الفنلندية في شمال فنلندا في 12 يناير 1940.

- 1 فبراير: أعلن البرلمان الياباني عن ميزانية مرتفعة بشكل قياسي، حيث كان أكثر من نصف نفقاتها عسكريًا.

- 5 فبراير: قررت بريطانيا وفرنسا التدخل في النرويج لقطع تجارة خام الحديد تحسبًا للاحتلال الألماني المتوقع، ظاهريًا لفتح طريق لمساعدة فنلندا. ومن المقرر أن تبدأ العملية في 20 مارس تقريبًا.

- 9 فبراير: تم تعيين إريش فون مانشتاين في قيادة الفيلق المدرع الألماني الثامن والثلاثين، مما أدى إلى إبعاده عن التخطيط للغزو الفرنسي.

- 10 فبراير: وافق الاتحاد السوفييتي على توريد الحبوب والمواد الخام إلى ألمانيا في معاهدة تجارية جديدة.

- 14 فبراير: الحكومة البريطانية تدعو المتطوعين للقتال في فنلندا.[بحاجة لمصدر]

- 15 فبراير
  - استولى الجيش السوفييتي على سوما، وهي نقطة دفاعية مهمة في فنلندا، وبذلك اخترق خط مانرهايم .
  - هتلر يأمر بحرب الغواصات المفتوحة.

- 17 فبراير
  - يواصل الفنلنديون التراجع عن خط مانرهايم .
  - يقدم مانشتاين لهتلر خططه لغزو فرنسا عبر غابة أردين .

- 21 فبراير: تم تعيين الجنرال نيكولاوس فون فالكنهورست في قيادة الغزو الألماني القادم للنرويج.

## مارس 1940
- 1 مارس: هتلر يوجه جنرالاته للتخطيط لغزو الدنمارك والنرويج.

- 3 مارس: بدأ السوفييت هجماتهم على فيبورغ ، ثاني أكبر مدينة في فنلندا.

- 5 مارس: أبلغت فنلندا السوفييت بأنها ستوافق على شروطها لإنهاء الحرب. وفي اليوم التالي أرسلوا مبعوثين إلى موسكو للتفاوض على معاهدة سلام.

- 11 مارس: بدء تقنين اللحوم في بريطانيا. [2]

- 12 مارس: وقعت فنلندا معاهدة سلام مع الاتحاد السوفيتي في موسكو بعد 105 أيام من الصراع. يضطر الفنلنديون إلى التخلي عن أراضي كبيرة مقابل السلام.

- 16 مارس: تسببت غارة جوية ألمانية على سكابا فلو في سقوط أول ضحية بين المدنيين البريطانيين.

- 21 مارس: أصبح بول رينو رئيسًا لوزراء فرنسا بعد استقالة دالادييه في اليوم السابق.

- 28 مارس: توصلت بريطانيا وفرنسا إلى اتفاق رسمي على عدم سعي أي من البلدين إلى سلام منفصل مع ألمانيا.

- 29 مارس: السوفييت يريدون مناطق جديدة. مولوتوف يتحدث إلى مجلس السوفيات الأعلى حول "النزاع غير المستقر"، مسألة بيسارابيا الرومانية.

- 30 مارس
  - أنشأت اليابان نظامًا عميلاً في نانجينغ ، الصين، تحت قيادة وانغ جينغوي .
  - تقوم بريطانيا برحلات استطلاعية سرية لتصوير المناطق المستهدفة داخل الاتحاد السوفيتي استعدادًا لعملية بايك ، باستخدام التصوير المجسم عالي السرعة وعالي السرعة الذي ابتكره سيدني كوتن .

## أبريل 1940
- 3 أبريل
  - تم ذبح 22000 ضابط وشرطي بولندي وآخرين على يد السوفييت في مذبحة كاتين .
  - تحل لجنة الدفاع الوزارية، برئاسة اللورد الأول للأميرالية ( ونستون تشرشل )، محل المنصب الوزاري الذي شغله اللورد شاتفيلد كوزير لتنسيق الدفاع .

- 9 أبريل: هبط الألمان في عدة موانئ نرويجية واستولوا على أوسلو ؛ تستمر الحملة النرويجية شهرين. يبدأ البريطانيون حملتهم النرويجية. تم غزو الدنمارك واستسلمت في ست ساعات. الطراد الألماني الثقيل بلوخر وغرق في معركة دروباك ساوند .

- 10 أبريل
  - أنشأ الألمان حكومة نرويجية برئاسة فيدكون كفيشلينغ ، وزير الدفاع السابق.
  - تم إغراق الطراد كونيجسبرغ بواسطة قاذفات القنابل التابعة للأسطول الجوي البريطاني.

- 11 أبريل: معركة نارفيك . نجحت المدمرات والطائرات البريطانية في شن هجوم مفاجئ ضد قوة بحرية ألمانية أكبر. وسيكون الهجوم الثاني في 13 أبريل بمثابة نجاح بريطاني أيضًا.

- 12 أبريل: القوات البريطانية تحتل جزر فارو الدنماركية.

- 14 أبريل: بدأت القوات البريطانية والفرنسية بالهبوط في نامسوس ، شمال تروندهايم في النرويج.

- 15 أبريل: هبوط القوات البريطانية في هارستاد ، بالقرب من نارفيك ، النرويج.

- 27 أبريل: بدأت القوات البريطانية بالانسحاب من وسط النرويج وشمال وجنوب تروندهايم .

## مايو 1940
- 5 مايو: تأسيس الحكومة النرويجية في المنفى في لندن. [2]

- 7 مايو: بدء مناقشة حول النرويج في مجلس العموم.

- 8 مايو: رئيس الوزراء نيفيل تشامبرلين ينجو بصعوبة من تصويت الثقة في مجلس العموم.

- 9 مايو: تمديد التجنيد الإجباري في بريطانيا إلى سن 36 عامًا.

- 10 مايو
  - ألمانيا تغزو فرنسا ودول البنلوكس؛ ونستون تشرشل يصبح رئيس وزراء المملكة المتحدة بعد استقالة نيفيل تشامبرلين . المملكة المتحدة تغزو أيسلندا .
  - بلجيكا تعلن حالة الطوارئ. تمت دعوة تشرشل لتشكيل حكومة ائتلافية في زمن الحرب. [2]
  - الهجوم الألماني الضخم على الجبهة الغربية : بدء غزو لوكسمبورغ وبلجيكا وهولندا وفرنسا. في ضربة جريئة، استولت قوات المظليين الألمانية على الحصن البلجيكي إبين إميل .
  - أصبحت معركة لاهاي أول هجوم مظلي فاشل في التاريخ حيث هزم الهولنديون الغزاة بسرعة.

- 11 مايو
  - لوكسمبورغ محتلة من قبل الألمان.
  - يعرض تشرشل على القيصر السابق فيلهلم الثاني ، الذي يعيش الآن في هولندا، اللجوء في المملكة المتحدة؛ولكنه رفض.

- 12 مايو
  - قام البلجيكيون بتفجير جميع الجسور فوق نهر الميز لوقف التقدم الألماني.
  - تبدأ معركة حانوت في بلجيكا.

- 13 مايو
  - تأسيس الحكومة الهولندية في المنفى في لندن.
  - فيلق البانزر التابع للجنرال هاينز جوديريان يقتحم سيدان بفرنسا.
  - ملكة هولندا فيلهيلمينا تهرب إلى المملكة المتحدة لطلب اللجوء.
  - خطاب تشرشل " الدم والكدح والدموع والعرق " في مجلس العموم.
  - الهولنديون يخسرون معركة جريبيبيرج أمام الألمان.

- 14 مايو
  - تم الإعلان عن إنشاء متطوعي الدفاع المحليين ( الحرس الداخلي ) من قبل وزير الدولة الجديد لشؤون الحرب أنطوني إيدن . وتتكون في الغالب من كبار السن والمتقاعدين.
  - يطلب تشرشل من الرئيس روزفلت وكندا المساعدة في هذه الأيام المظلمة. تم الإعلان عن الخطوط العريضة للائتلاف البريطاني الجديد، الذي يضم أعضاء من حزب العمال والليبراليين والمحافظين.
  - هزم الهولنديون الألمان في معركة أفسلويتديك .
  - أدت غارة روتردام الخاطفة إلى نجاح ألمانيا في معركة روتردام ، بينما تسببت في مقتل العديد من المدنيين وإلحاق أضرار جسيمة. هولندا تقرر الاستسلام باستثناء زيلاند.

- 15 مايو
  - تم التوقيع على استسلام الجيش الهولندي. [2]
  - ردًا على غارة روتردام، استهدف أول قصف استراتيجي واسع النطاق في الحرب العالمية الثانية غيلسنكيرشن، وتلاه هامبورغ وبريمن وكولونيا وإيسن ودويسبورغ ودوسلدورف وهانوفر خلال الأيام التالية.
  - القوات الألمانية تعبر نهر الميز . [2]

- 16 مايو
  - يزور تشرشل باريس ويسمع أن الحرب الفرنسية قد انتهت.
  - تغادر الحكومة البلجيكية بلجيكا متوجهة إلى بوردو في فرنسا، مع انسحاب الجيش البلجيكي. ينتقل لاحقًا إلى لندن. [3]

- 17 مايو
  - يدخل الألمان بروكسل ويستولون أيضًا على أنتويرب.
  - يشكل بول رينو حكومة فرنسية جديدة، تضم فيليب بيتان البالغ من العمر 84 عامًا، البطل الفرنسي في الحرب العالمية الأولى.

- 18 مايو
  - ماكسيم ويغان يحل محل موريس غاملان كقائد للقوات المسلحة الفرنسية.
  - تم الاستيلاء على أنتويرب. [2]
  - الألمان ينتصرون في معركة زيلاند .

- 19 مايو
  - أميان في فرنسا محاصرة من قبل القوات الألمانية. قوات روميل تحيط بأراس. القوات الألمانية الأخرى تصل إلى نويل على القناة.
  - البريطانيون يكملون غزوهم لأيسلندا .

- 20 مايو: استولت مجموعات بانزر التابعة للجنرال جوديريان على أبفيل ، مما يهدد قوات الحلفاء في المنطقة.

- 23 مايو: سجن أوزوالد موزلي ، زعيم الفاشيين البريطانيين قبل الحرب؛ سيقضي هو وزوجته مدة الحرب في السجن.

- 24 مايو: اتخذ البريطانيون قرارًا نهائيًا بوقف العمليات في النرويج.

- 25 مايو
  - تراجعت قوات الحلفاء، البريطانية والفرنسية على حدٍ سواء، إلى دونكيرك . [2]
  - يأمر هتلر بوقف تقدم الألمان نحو رأس جسر الحلفاء ويسمح لهيرمان جورينج باستخدام القوات الجوية للهجوم. سلاح الجو الملكي البريطاني يدافع عن رأس الجسر.
  - تفجيرات القوات الجوية متفرقة في إنجلترا.
  - بولوني سور مير تستسلم للألمان.
  - يستعد الاتحاد السوفييتي للاستيلاء الكامل على دول البلطيق وتنظيم وإقامة الصراعات بين دول البلطيق والاتحاد السوفييتي. تتهم الحكومة السوفيتية ليتوانيا باختطاف جنود سوفياتيين.

- 25-28 مايو: مقتل 86 مدنيًا بلجيكيًا على يد القوات الألمانية في قرية فينكت .

- 26 مايو
  - وصلت سفينة الدورية <i id="mwAWM">4أي</i> إلى بليموث ، حيث قامت بإجلاء آخر 40 طنًا من احتياطيات الذهب الوطنية من بلجيكا.
  - كاليه تستسلم للألمان.
  - تبدأ عملية دونكيرك ، وهي عملية إجلاء الحلفاء لـ 340 ألف جندي من دونكيرك . وستستمر هذه الخطوة حتى 3 يونيو تحت قصف شرس من قبل القوات الجوية.

- 28 مايو: استسلام بلجيكا للألمان؛ الملك ليوبولد الثالث ملك بلجيكا يستسلم ويتم اعتقاله.

- 30 مايو: اجتماع حاسم لمجلس الوزراء البريطاني: تشرشل يفوز بالتصويت على مواصلة الحرب، على الرغم من الحجج القوية التي قدمها اللورد هاليفاكس وتشامبرلين.

- 31 مايو: قصف اليابانيون بشدة العاصمة القومية الصينية تشونغتشينغ ، في الجزء العلوي من نهر يانغتسي .

## يونيو 1940
- 3 يونيو
  - اليوم الأخير من عملية الدينامو. وتم إجلاء 224.686 جنديا بريطانيا و121.445 جنديا فرنسيا وبلجيكيا.
  - الألمان يقصفون باريس.

- 4 يونيو: ألقى ونستون تشرشل خطابه أمام مجلس العموم: " سنقاتل على الشواطئ ... لن نستسلم أبدًا".

- 7 يونيو: البوارج الألمانية غيسيناو وشارنهورست تغرقان حاملة الطائرات إتش إم إس <i id="mwAYU">جلوريوس</i> ومدمرتين قبالة النرويج؛ لم يكن للسفن البريطانية غطاء جوي.

- 9 يونيو: الجيش السوفيتي يثير صراعات على حدود لاتفيا.

- 10 يونيو: إيطاليا تعلن الحرب على فرنسا والمملكة المتحدة. استسلمت النرويج بعد شهرين من القتال، وهي أطول دولة تعرضت للغزو من قبل ألمانيا. وكان الملك هاكون وحكومته قد تم إجلاؤهم إلى بريطانيا قبل ثلاثة أيام. الحكومة الفرنسية تنتقل إلى تورز .

- 11 يونيو: بدء حصار مالطا .

- 12 يونيو: تم أسر أكثر من 10.000 جندي بريطاني من الفرقة 51 في سان فاليري أون كو .

- 13 يونيو: الحكومة الفرنسية تتحرك مرة أخرى، وهذه المرة إلى بوردو . [2]

- 14 يونيو
  - باريس احتلتها القوات الألمانية؛ وقامت عناصر من البحرية الفرنسية ( البحرية الوطنية ) المتمركزة في تولون بتنفيذ عمليات هجومية ضد أهداف إيطالية على طول ساحل لغرية .
  - حصار عسكري كامل على دول البلطيق من قبل أسطول البلطيق السوفييتي على طول حدود البلطيق مستعدة لتنظيم انقلابات شيوعية في دول البلطيق. أسقطت القاذفات السوفيتية طائرة ركاب فنلندية كاليفا كانت متجهة من تالين إلى هلسنكي وتحمل ثلاث حقائب دبلوماسية من المفوضيات الأمريكية في تالين وريغا وهلسنكي.

- 15 يونيو
  - أعطى السوفييت إنذارًا مدته ثماني ساعات للاستسلام لليتوانيا. هرب الرئيس سميتونا من البلاد لذا لا يمكن تنفيذ عملية الاستيلاء بطريقة قانونية رسمية. القوات السوفيتية تدخل ليتوانيا وتهاجم حرس الحدود اللاتفيين.
  - بدء إجلاء القوات البريطانية من موانئ غرب فرنسا في العملية الجوية .

- 16 يونيو
  - أصبح فيليب بيتان رئيس وزراء فرنسا بعد استقالة حكومة رينود.
  - تجبر السفينة الشراعية الفرنسية La Curieuse الغواصة الإيطالية Provano على السطح ثم تغرقها عن طريق الاصطدام.
  - الاتحاد السوفييتي يمنح لاتفيا وإستونيا إنذاراً مدته ثماني ساعات للاستسلام.

- 17 يونيو
  - غرق السفينة آر إم إس لانكاستريا قبالة سان نازير أثناء استخدامها كسفينة عسكرية بريطانية - قُتل ما بين 5000 إلى 7000 في أسوأ كارثة بحرية في بريطانيا.
  - القوات السوفيتية تدخل لاتفيا وإستونيا.

- 18 يونيو
  - يشكل الجنرال ديغول اللجنة الفرنسية للتحرير الوطني ، وهي حكومة فرنسية في المنفى.
  - إستونيا ولاتفيا وليتوانيا يحتلها الاتحاد السوفييتي.

- 20 يونيو: الفرنسيون يسعون إلى هدنة مع الإيطاليين. [4]

- 21 يونيو
  - تبدأ مفاوضات الهدنة الفرنسية الألمانية في كومبيين .
  - عناصر من جيشين إيطاليين يعبرون إلى فرنسا أثناء الغزو الإيطالي لفرنسا .
  - فتحت البارجة الفرنسية لورين النار على ميناء البردية الإيطالي في شمال أفريقيا الإيطالية . خلال بعض العمليات الأخيرة للفرنسيين ضد الإيطاليين، هاجمت الطائرات البحرية الفرنسية طارنت ولفرنة في البر الرئيسي لإيطاليا.
  - الانقلابات التي قادها السوفييت في دول البلطيق. وفي المقاومة العسكرية الوحيدة في تالين، مات 2 في الجانب الإستوني وحوالي 10 في الجانب السوفيتي.

- 22 يونيو: التوقيع على الهدنة الفرنسية الألمانية .

- 24 يونيو: التوقيع على الهدنة الفرنسية الإيطالية.

- 25 يونيو
  - تستسلم فرنسا رسميًا لألمانيا في الساعة 01:35.
  - آخر عملية إخلاء كبرى للعملية الجوية ؛ فر 191.870 من جنود الحلفاء والطيارين وبعض المدنيين من فرنسا.

- 26 يونيو: أرسل الاتحاد السوفيتي إنذارًا نهائيًا يطالب رومانيا ببيسارابيا وشمال بوكوفينا.

- 28 يونيو
  - اعتراف البريطانيين بالجنرال ديغول كزعيم لفرنسا الحرة .
  - المارشال إيتالو بالبو ، القائد الأعلى لشمال إفريقيا الإيطالية ، قُتل بطريق الخطأ في " حادث نيران صديقة " بنيران إيطالية مضادة للطائرات في طبرق، ليبيا.
  - يحتل الجيش الأحمر بيسارابيا الرومانية والجزء الشمالي من بوكوفينا.
  - تقصف القوات الجوية جزر القنال البريطانية المنزوعة السلاح، ولم يتم إبلاغهم بنزع السلاح. وفي غيرنسي، قُتل 33 شخصاً وجُرح 67 آخرون، وفي جيرسي قُتل 9 أشخاص وجُرح كثيرون.
  - اشتباكات بين قوافل المحور والحلفاء جنوب غرب جزيرة كريت .

- 29 يونيو: وزير الخارجية الياباني هاشيرو أريتا يعلن نية اليابان إنشاء كتلة من الدول الآسيوية بقيادة اليابانيين ومتحررة من القوى الغربية. [5]

- 30 يونيو: ألمانيا تغزو جزر القنال .

## يوليو 1940
- 1 يوليو
  - اكتمال احتلال جزر القنال من قبل القوات الألمانية.
  - الحكومة الفرنسية تنتقل إلى فيشي .
  - تم تسمية المارشال رودولفو غراتسياني كبديل لبالبو في شمال إفريقيا.
  - بدأت القوات الجوية الملكية الإيطالية بقصف مناطق الانتداب البريطاني على فلسطين .

- 2 يوليو
  - أمر هتلر بإعداد خطط لغزو بريطانيا، والتي أطلق عليها اسم عملية أسد البحر .
  - ألديرني يستسلم للألمان.
  - تم إغلاق شاطئ برايتون أمام الجمهور وتم وضع المناجم والأسلاك الشائكة والدفاعات الأخرى.

- 3 يوليو
  - يتم قصف كارديف من قبل لوفتفافه لأول مرة.
  - قام البريطانيون بالهجوم وتدمير البحرية الفرنسية خوفًا من وقوعها في أيدي الألمان.

- 4 يوليو
  - تدمير الأسطول الفرنسي في المرسى الكبير بالجزائر من قبل البحرية الملكية ؛ حكومة فيشي الفرنسية تقطع علاقاتها الدبلوماسية مع بريطانيا احتجاجا. في الإسكندرية وافق الفرنسيون على تجريد البارجة الفرنسية لورين من السلاح والعديد من السفن الصغيرة.
  - تم تعيين دوق وندسور (الملوث بشكوك مؤيدته للنازية) الحاكم السادس والخمسين لجزر البهاما ، مما يجعله بعيدًا عن الجدل.
  - سارك يستسلم للألمان. يسيطر الألمان الآن على جميع جزر القنال البريطانية.
  - أصدر مكتب الأخبار الألماني مقتطفات من الوثائق التي تم الاستيلاء عليها أثناء سقوط فرنسا والمتعلقة بعملية بايك ، وهي خطة أنجلو-فرنسية لقصف حقول النفط السوفيتية. تم إحباط العملية المخترقة في وقت لاحق.
  - الإيطاليون يستولون على كسلا .

- 5 يوليو: قام سياسيان بلجيكيان، كاميل هويسمانز ومارسيل هنري جاسبار ، بتشكيل حكومة غير رسمية في المنفى في لندن، خوفًا من أن تستسلم الحكومة البلجيكية الرسمية ، التي لا تزال في فرنسا، للألمان.

- 9 يوليو: حدثت مناوشة بحرية غير حاسمة إلى حد ما قبالة سواحل إيطاليا. لم تضيع أي سفن.

- 10 يوليو
  - تبدأ معركة بريطانيا بغارات القوات الجوية على قناة الشحن.
  - الرئيس روزفلت يطلب من الكونجرس زيادات هائلة في الاستعدادات العسكرية.

- 11 يوليو: غارات سلاح الجو الملكي البريطاني على مواقع العدو في هولندا وعلى مصانع الذخيرة الألمانية.

- 14 يوليو: السوفييت ينظمون انتخابات مزورة في دول البلطيق. وستكون البرلمانات تحت سيطرة السوفييت.

- 18 يوليو: ردًا على حادثة المرسى الكبير، قصفت القوات الجوية الفرنسية الفيشية جبل طارق الخاضع لسيطرة بريطانيا.

- 19 يوليو
  - تم ترحيل الجنرال يوهان ليدونر من إستونيا إلى سيبيريا.
  - اشتبكت سفن الحلفاء مع سفينتين إيطاليتين خفيفتين، وأغرقت إحداهما في معركة كيب سبادا .

- 21 يوليو
  - حكومة تشيكوسلوفاكية في المنفى تصل إلى لندن.
  - في دول البلطيق، تطلب البرلمانات التي يسيطر عليها السوفييت عضوية الاتحاد السوفييتي.

- 22 يوليو
  - يجتمع مؤتمر هافانا ؛ تجتمع دول نصف الكرة الغربي لمناقشة الحياد والتعاون الاقتصادي.
  - تعيين فوميمارو كونويه رئيسًا لوزراء اليابان.

- 23 يوليو: تم إنشاء " الحرس الداخلي " البريطاني رسميًا، بالاعتماد على الرجال المسنين وأولئك الذين يعتبرون غير قادرين على الخدمة في القوات المسلحة النظامية.

- 25 يوليو: أُمر جميع النساء والأطفال بإخلاء جبل طارق .

- 26 يوليو: قامت الولايات المتحدة الأمريكية بتنشيط المقر العام لجيش الولايات المتحدة، والذي تم تصميمه لتسهيل التعبئة من خلال الإشراف على تنظيم وتدريب القوات الميدانية للجيش داخل الولايات المتحدة القارية، والتي تحمل الاسم الرمزي منطقة الداخلي .

- 30 يوليو: تم القبض على رئيس إستونيا ، قسطنطين باتس ، وترحيله إلى روسيا من قبل السوفييت.

## أغسطس 1940
- 1-31 أغسطس: بدأ ما يسمى بحرب الشارات الدبوسية في لوكسمبورغ المحتلة حيث ارتدى المدنيون شارات وطنية بشكل بارز، في تحد للمحاولات النازية "لإضفاء الطابع الألماني" على المنطقة.

- 1 أغسطس
  - حدد هتلر يوم 15 سبتمبر موعدًا لعملية أسد البحر ، غزو بريطانيا.
  - وزير الخارجية السوفييتي مولوتوف يؤكد مجددًا اتفاق مولوتوف-ريبنتروب في مجلس السوفييت الأعلى بينما يهاجم لفظيًا كلاً من بريطانيا والولايات المتحدة. كما يؤكد أن حدود الاتحاد السوفييتي انتقلت إلى شواطئ بحر البلطيق.
  - أنشأت البحرية الملكية الإيطالية قاعدة غواصات بيتاسوم في بوردو وانضمت إلى " معركة الأطلسي ".

- 1-4 أغسطس: اكتمال عملية أسرع، أول قوافل مالطا .

- 2 أغسطس
  - الحكم غيابيا على الجنرال شارل ديغول بالإعدام من قبل محكمة عسكرية فرنسية.
  - الاتحاد السوفييتي يضم بيسارابيا وشمال بوكوفينا .

- 3 أغسطس: الاتحاد السوفييتي يضم ليتوانيا رسميًا.

- 4 أغسطس: القوات الإيطالية بقيادة الجنرال غوليلمو ناسي تغزو وتحتل أرض الصومال البريطانية خلال حملة شرق أفريقيا .

- 5 أغسطس
  - يؤدي الفشل في تحقيق التفوق الجوي وسوء الأحوال الجوية في القناة إلى تأجيل غزو بريطانيا العظمى.
  - الاتحاد السوفييتي يضم لاتفيا رسميًا.

- 6 أغسطس: الاتحاد السوفييتي يضم إستونيا رسميًا.

- 11-15 أغسطس: معركة توغ أرغان دارت رحاها في أرض الصومال البريطانية أثناء الغزو الإيطالي . لتجنب التطويق، انسحب البريطانيون.

- 14 أغسطس: غادر العالم البريطاني السير هنري تيزارد إلى الولايات المتحدة في مهمة تيزارد ، حيث سلم للأمريكيين عددًا من التقنيات البريطانية السرية للغاية بما في ذلك المغنطرون ، الجهاز السري في قلب الرادار . لقد أثبت الرادار نفسه بالفعل في الدفاع عن بريطانيا.

- 15 أغسطس
  - تستمر انتصارات سلاح الجو الملكي البريطاني على لوفتفافه في معركة واسعة النطاق على طول الساحل الشرقي. بدأ إنتاج الطائرات المقاتلة البريطانية في التسارع.
  - غرق الطراد اليوناني <i id="mwArY">"إيلي"</i> بواسطة غواصة إيطالية في 15 أغسطس 1940 في ميناء تينوس .

- 16 أغسطس
  - معركة بريطانيا مستمرة. يعيق الألمان مدى ضعف مدى الطائرات والاستخدام البريطاني المكثف لرادار.
  - تم نشر المسودة الأولى لاتفاقية مدمرات القواعد بين الولايات المتحدة وبريطانيا.

- 17 أغسطس: هتلر يعلن حصاره على الجزر البريطانية.

- 18 أغسطس: قتال عنيف في معركة بريطانيا ؛ تكبد الألمان خسائر فادحة في تشكيلات القاذفات. يعلن غورينغ الجبن بين طياريه المقاتلين ويأمرهم بحراسة القاذفات عن كثب، مما يزيد من تقييد قدراتهم.

- 19 أغسطس: استولت القوات الإيطالية على بربرة ، عاصمة أرض الصومال البريطانية ، وفر المدافعون البريطانيون إلى عدن . سقوط بربرة يكمل غزو المستعمرة البريطانية. بحلول نهاية الشهر، سيطر الإيطاليون على أرض الصومال البريطانية والعديد من البلدات والحصون على طول الحدود مع السودان وكينيا بما في ذلك كسلا وقلابات ومويالي .

- 20 أغسطس
  - إيطاليا تعلن حصارها للموانئ البريطانية في منطقة البحر الأبيض المتوسط.
  - خطاب تشرشل " لم يكن الكثير مدينًا بهذا القدر لعدد قليل جدًا " الذي ألقاه أمام مجلس عموم .
  - أطلق الشيوعيون الصينيون هجوم الأفواج المئة ضد اليابانيين في شمال الصين.

- 22 أغسطس: يقصف الألمان الآن مدينة دوفر والمنطقة الساحلية القريبة بالمدفعية بعيدة المدى.

- 25 أغسطس: أمر تشرشل بقصف برلين انتقامًا لقصف كريبلجيت الليلة السابقة.

- 26 أغسطس: تم قصف كل من لندن وبرلين، برلين للمرة الأولى.

- 27 أغسطس: تم الاستيلاء على دوالا في الكاميرون الفرنسية ، وبعد ذلك بوقت قصير تم الاستيلاء على المستعمرة بأكملها أيضًا.

- 30 أغسطس
  - يستمر قصف إنجلترا. يتم الآن قصف لندن انتقاما لقصف برلين ; وهكذا كانت بداية "هجوم لندن الخاطف".
  - قام أدولف هتلر وبينيتو موسوليني بإملاء ما يسمى بجائزة فيينا الثانية التي أجبرت رومانيا على تسليم شمال ترانسيلفانيا (بما في ذلك كامل ماراموريش وجزء من كريشانا ) إلى المجر .

- 31 أغسطس
  - تستمر هجمات القوات الجوية الألمانية على المطارات البريطانية وكذلك على لندن. أثبتت الهجمات على منشآت الرادار عدم فعاليتها.
  - غرقت مدمرتان تابعتان للبحرية الملكية قبالة الساحل الهولندي فيما يسمى " كارثة تيكسل ".

## سبتمبر 1940
- 2 سبتمبر: تم الانتهاء من اتفاقية مدمرات القواعد . تحصل بريطانيا على 50 مدمرة مقابل منح الولايات المتحدة منح الأراضي في مختلف الممتلكات البريطانية لإنشاء قواعد بحرية وجوية أمريكية، بموجب عقود إيجار مجانية لمدة تسعة وتسعين عامًا على قواعد في جزر الباهاما ، أنتيغوا ، سانت لوسيا ، ترينيداد وجامايكا وغيانا البريطانية .

- 3 سبتمبر: هتلر يؤجل غزو بريطانيا، حيث فشلت القوات الجوية الألمانية في اختراق الدفاعات البريطانية. ومع ذلك، فإن المخاوف من الغزو المرتقب لا تزال تطارد بريطانيا.

- 6 سبتمبر: الملك كارول يتنازل عن العرش الروماني لصالح ابنه ميخائيل بينما يتولى المارشال أنتونيسكو السيطرة على الحكومة.

- 7 سبتمبر: في واحدة من أكبر الأخطاء في تقدير الحرب، حولت القوات الجوية الألمانية تركيزها إلى لندن، بعيدًا عن مطارات سلاح الجو الملكي البريطاني. ولا يمكن قياس النجاح إلا بالقتلى المدنيين الذين يقدر عددهم بـ 2000 قتيل. وتعرضت مدن بريطانية أخرى للضرب. وبدأ الهجوم .

- 9 سبتمبر
  - خلال حملة الصحراء الغربية ، شنت القوات الاستعمارية الإيطالية في ليبيا بقيادة الجنرال ماريو بيرتي غزو مصر . الهدف الأول هو التقدم من المواقع الدفاعية داخل ليبيا إلى الحدود مع مصر .
  - تل أبيب في الانتداب البريطاني على فلسطين تتعرض للقصف من قبل الطائرات الإيطالية مما تسبب في مقتل 137 شخصًا.

- 10 سبتمبر
  - تم الآن تحديد موعد عملية أسد البحر في 24 سبتمبر.
  - تم تشكيل سلاح الجو الإيطالي للقتال في معركة بريطانيا .

- 13 سبتمبر: بعد استعادة حصن كابوتزو داخل ليبيا، عبرت القوات الاستعمارية الإيطالية الحدود وتقدمت إلى مصر. استولى الإيطاليون على ميناء سولوم الصغير، لكن المقاومة الوحيدة للغزو كانت قوة غربلة بريطانية خفيفة تنسحب مع تقدم الإيطاليين.

- 14 سبتمبر: تم تأجيل عملية أسد البحر حتى 27 سبتمبر، وهو اليوم الأخير من الشهر الذي يكون فيه المد والجزر مناسبًا للغزو.

- 15 سبتمبر: رحلات جوية قصف ألمانية ضخمة على المدن الإنجليزية؛ تم طرد معظمهم. ويبدأ سلاح الجو الملكي البريطاني في إعلان النصر في معركة بريطانيا.

- 16 سبتمبر
  - يقدم قانون التدريب والخدمة الانتقائية لعام 1940 أول تجنيد إجباري في وقت السلم (هذه المرة للرجال الذين تتراوح أعمارهم بين 21 و35 عامًا) في تاريخ الولايات المتحدة.
  - توقف الغزو الإيطالي لمصر عندما أقامت حوالي خمس فرق إيطالية دفاعيًا في سلسلة من المعسكرات المسلحة بعد التقدم حوالي 95 كم (59 ميل) إلى سيدي براني . لم يقترب الإيطاليون أبدًا من المواقع البريطانية الرئيسية في مرسى مطروح .

- 17 سبتمبر: تكشف الرسائل التي تم فك شفرتها الآن أن هتلر قام بتأجيل عملية أسد البحر حتى إشعار آخر.

- 18 سبتمبر: راديو بلجيكا ، خدمة إذاعية باللغتين الفرنسية والهولندية تابعة لهيئة بي بي سي ، تبدأ البث إلى بلجيكا المحتلة من قاعدتها في لندن. [6]

- 22 سبتمبر
  - خسائر فادحة في قافلة الغواصات في المحيط الأطلسي.
  - اليابانيون يحتلون الهند الصينية الفرنسية ؛ يصبح المسؤولون الفرنسيون المحليون سلطات صورية فقط.

- 23 سبتمبر: حاولت القوات الفرنسية والبريطانية الحرة الهبوط في داكار ، غرب أفريقيا الفرنسية؛ فتحت قوات فيشي البحرية الفرنسية النار بشكل متقطع لمدة يومين، وتم استدعاء البعثة مرة أخرى.

- 24 سبتمبر
  - برلين تعاني من غارة جوية كبيرة من قبل سلاح الجو الملكي البريطاني.
  - رداً على داكار، قامت قوات فيشي الجوية الفرنسية بقصف جبل طارق للمرة الأولى منذ 18 يوليو.

- 25 سبتمبر
  - طائرات فيشي الفرنسية تعود إلى جبل طارق لليوم الثاني من القصف.
  - الفرقة الخامسة اليابانية تزحف إلى هانوي ، الهند الصينية الفرنسية .

- 28 سبتمبر: أصبح فيدكون كفيشلينغ رئيسًا للدولة في النرويج.

## أكتوبر 1940
- 1-31 أكتوبر: قامت الولايات المتحدة بفصل مناطق الفيلق التي تم إنشاؤها عام 1921 لأداء المهام الإدارية لمختلف مناطق الولايات المتحدة عن الجيوش الميدانية الأربعة التي تم إنشاؤها عام 1932.

- 1 أكتوبر: القوميون الصينيون والشيوعيون الصينيون يتقاتلون في جنوب الصين. في هذه الأثناء، تعرضت القوات اليابانية لانتكاسة في تشانغشا.

- 2 أكتوبر: قصف لندن يستمر طوال الشهر.

- 3 أكتوبر: تم توجيه يهود وارسوللانتقال إلى الحي اليهودي في وارسو .

- 4 أكتوبر: التقى أدولف هتلر وبينيتو موسوليني في ممر برينر لمناقشة احتمالات الحرب.

- 9 أكتوبر: نيفيل تشامبرلين يستقيل من مجلس العموم لأسباب صحية. انتخاب ونستون تشرشل رئيساً لحزب المحافظين.

- 12 أكتوبر
  - تم تأجيل أي غزو ألماني لبريطانيا حتى ربيع عام 1941 على أقرب تقدير.
  - اشتبكت البحرية الملكية مع العديد من السفن الإيطالية التي هاجمتها وهزمتها بعد مهمة قافلة إلى مالطا.

- 13 أكتوبر: لا يزال المدنيون البريطانيون يُقتلون بالقنابل الألمانية على الرغم من تراجع الهجمات بشكل كبير.

- 14 أكتوبر: كارثة محطة بالهام . اخترقت قنبلة ألمانية عمق 32 قدمًا تحت الأرض، مما أسفر عن مقتل 66 شخصًا. [7]

- 15 أكتوبر
  - أصبح كلارنس أديسون ديكسترا مديرًا للخدمة الانتقائية في الولايات المتحدة.
  - قرر موسوليني وأقرب مستشاريه غزو اليونان .

- 19 أكتوبر: الإيطاليون يقصفون البحرين .

- 20 أكتوبر: قصفت الطائرات الإيطالية القاهرة ومصر ومصافي النفط التي تديرها الولايات المتحدة في محمية البحرين البريطانية.

- 21 أكتوبر: قصف ليفربول للمرة الـ 200.

- 23 أكتوبر: أدولف هتلر يلتقي بفرانكو في أُونْداي ، بالقرب من الحدود الإسبانية الفرنسية؛ لم يتم إنجاز سوى القليل، وأقلها أمل هتلر في إقناع فرانكو بدخول الحرب إلى جانب المحور.

- 24 أكتوبر
  - بعد لقائه مع فرانكو، ذهب هتلر إلى مونتوار حيث تم عقد اجتماع مع فيليب بيتان مما يدل على بداية التعاون الفرنسي المنظم مع النظام النازي.
  - يرى سلاح الجو الإيطالي أول عمل له خلال معركة بريطانيا .

- 25 أكتوبر: قصف شديد على برلين وهامبورغ.

- 28 أكتوبر: في حوالي الساعة 03:00 صباحًا، أصدر السفير الإيطالي لدى اليونان إنذارًا نهائيًا لليونان، ورد رئيس الوزراء اليوناني ميتاكساس : "إذن إنها الحرب". يشن الجيش الملكي الإيطالي هجمات على اليونان من ألبانيا التي تسيطر عليها إيطاليا . هتلر غاضب من مبادرة حليفه.

- 29 أكتوبر
  - خسائر فادحة جدًا في القوافل خلال هذه الفترة مع زيادة أعداد الغواصات.
  - الرسومات الرقمية الأولى لمعدي مسودة قانون الخدمة الانتقائية الأمريكي.

- 30 أكتوبر: وعد الرئيس روزفلت، في منتصف الحملة الانتخابية، بعدم إرسال "أولادنا" إلى الحرب.

- 31 أكتوبر: قامت حكومة مقاطعة وارسو بنقل جميع اليهود الذين يعيشون في وارصوفيا إلى الأحياء اليهودية.

## نوفمبر 1940
- 1 نوفمبر: أعلنت تركيا الحياد في الحرب الإيطالية اليونانية. [1]

- 2 نوفمبر: استمرار التقدم الإيطالي داخل اليونان. تم القبض على فوفوسا وقصفت الطائرات الإيطالية سالونيك .

- 5 نوفمبر
  - الرئيس روزفلت يفوز بولاية ثالثة. ويرى البريطانيون أن هذا الحدث يعد بالمزيد من المساعدة من الولايات المتحدة.

- 7 نوفمبر: أصبح من الواضح أن أيرلندا سترفض السماح للمملكة المتحدة باستخدام موانئها كقواعد بحرية.

- 8 نوفمبر: انتهت معركة إليا-كالماس وأنهى الإيطاليون هجومهم غير المجدي في اليونان.

- 11 نوفمبر: شنت القوات البحرية البريطانية هجومًا على البحرية الإيطالية في تارانتو .

- 12 نوفمبر
  - مولوتوف يلتقي هتلر وريبنتروب في برلين. النظام العالمي الجديد قيد المناقشة. أعرب مولوتوف عن الاهتمام السوفييتي بفنلندا وبلغاريا ورومانيا والدردنيل والبوسفور، لكن هتلر تحدث على طول الخطوط العريضة حول مناطق النفوذ العالمية بين روسيا وألمانيا وإيطاليا واليابان.
  - في معركة الغابون ، أنهت القوات البريطانية انتزاع وسط أفريقيا من قوات فيشي الفرنسية.

- 13 نوفمبر
  - يلتقي مولوتوف بهتلر مرة أخرى ويطلب قبوله لتصفية فنلندا. يقاوم هتلر الآن كل محاولة لتوسيع النفوذ السوفييتي في أوروبا. يرى أن بريطانيا مهزومة ويعرض الهند على الاتحاد السوفيتي.
  - انتهت معركة بيندوس بانتصار اليونانيين.

- 14 نوفمبر
  - غارة ليلية عنيفة على كوفنتري . تم تدمير كاتدرائية كوفنتري وتم تسوية وسط المدينة الذي يعود تاريخه إلى القرون الوسطى بالأرض.
  - يبدأ الهجوم اليوناني المضاد ضد الإيطاليين.

- 15 نوفمبر: تمت دعوة الاتحاد السوفيتي للانضمام إلى الاتفاق الثلاثي والمشاركة في غنائم الإمبراطورية البريطانية. تم تطويق الحي اليهودي في وارسو عن بقية المدينة.

- 16 نوفمبر: أمر تشرشل بإرسال بعض القوات البريطانية في شمال إفريقيا إلى اليونان، على الرغم من مخاوف قادته العسكريين من الحاجة إليها في الحملة الحالية ضد الإيطاليين في شمال إفريقيا.

- 20 نوفمبر: المجر توقع على الاتفاق الثلاثي .

- 21 نوفمبر: أعلنت الحكومة البلجيكية، في المنفى في بريطانيا، الحرب على إيطاليا.

- 22 نوفمبر: سقوط كوريشي في أيدي اليونانيين.

- 23 نوفمبر: رومانيا توقع على الاتفاق الثلاثي .

- 24 نوفمبر: جمهورية سلوفاكيا توقع على الاتفاق الثلاثي .

- 25 نوفمبر: الاتحاد السوفييتي يمنحها شروط الانضمام إلى الاتفاق الثلاثي بما في ذلك تحقيق مكاسب إقليمية جديدة كبيرة لروسيا.

- 29 نوفمبر: غارة ليفربول : غارة جوية ضخمة خلال الليل أدت إلى مأساة طريق دورنينج [8]

- 30 نوفمبر: غارة جوية كبيرة على ساوثهامبتون في جنوب إنجلترا. تعرضت المدينة للضرب مرة أخرى في الليلة التالية، تليها برستل في 2 ديسمبر، وبرمنغهام في الثالث.

## ديسمبر 1940

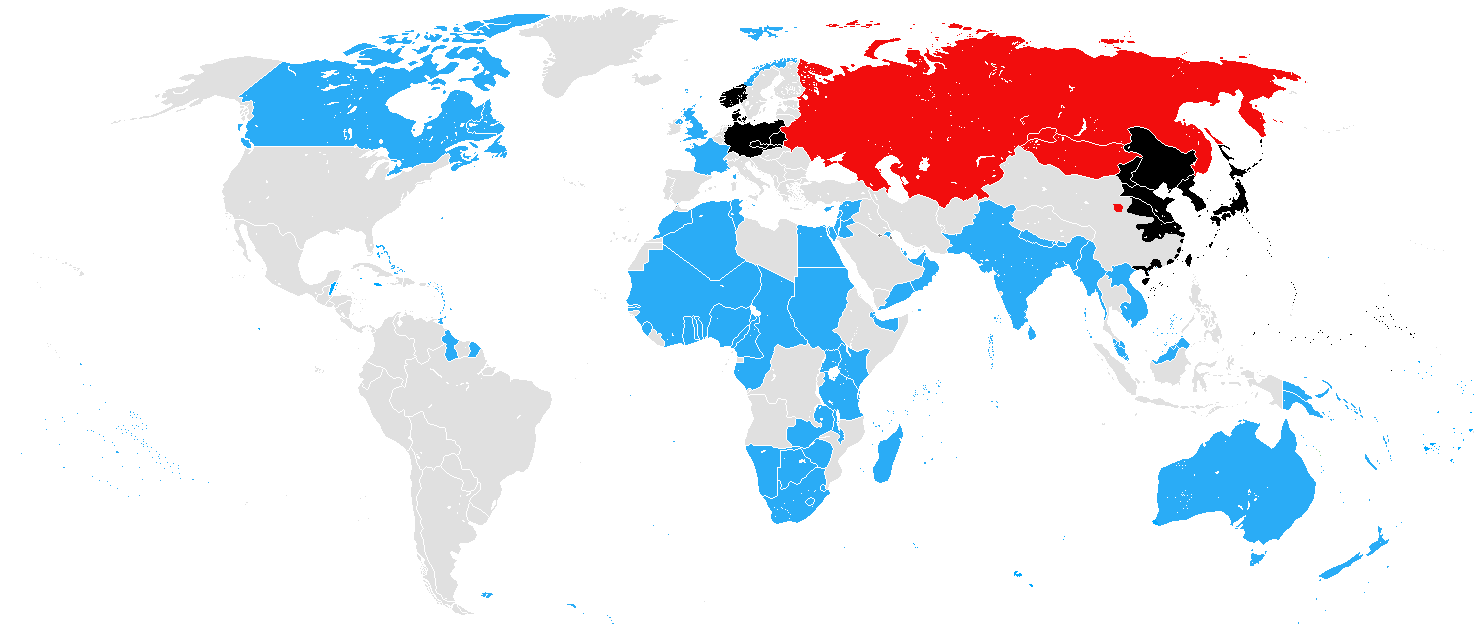
دول الحلفاء (الأزرق)،دول المحور (الأسود) والاتحاد السوفيتي (الأحمر) في مايو 1940.

- 1-8 ديسمبر: واصلت القوات اليونانية صد الجيوش الإيطالية، واستولت على مدن بوغراديس ، وسارنده ، وجيروكاستر .

- 1 ديسمبر: تبادل الغارات الجوية طوال الشهر بين ألمانيا وبريطانيا. ألمانيا تقصف أولاً، ثم بريطانيا.

- 5 ديسمبر: سلاح الجو الملكي البريطاني يقصف دوسلدورف وتورينو.

- 6-9 ديسمبر: أطلقت القوات البريطانية والهندية التابعة لقوة الصحراء الغربية عملية البوصلة ، وهو هجوم ضد القوات الإيطالية في مصر. لدى الإيطاليين سبع فرق مشاة ومجموعة ماليتي في مواقع دفاعية محصنة. تم شن الهجمات الأولية ضد المعسكرات الإيطالية الخمسة حول وجنوب سيدي براني . تم اجتياح المعسكرات، ومقتل الجنرال الإيطالي بيترو ماليتي ، وتدمير مجموعة ماليتي ، والفرقة الليبية الأولى، والفرقة الليبية الثانية، والفرقة الرابعة من القمصان السوداء. وتضطر الوحدات الإيطالية المتبقية في مصر إلى الانسحاب نحو ليبيا.

- 8 ديسمبر: استبعد فرانثيسكو فرانكو دخول إسبانيا في الحرب؛ والنتيجة المباشرة هي أن هتلر اضطر إلى إلغاء الهجوم على جبل طارق.

- 12 ديسمبر: في شمال أفريقيا، فقد أو أُسر أكثر من 39.000 إيطالي في مصر.

- 18 ديسمبر: أصدر هتلر توجيهاته لبدء التخطيط لعملية بربروسا ، الغزو الألماني للاتحاد السوفيتي.

- 22-24 ديسمبر: غارات بالقنابل على مانشستر .

- 28 ديسمبر
  - لا تزال الحرب اليونانية الإيطالية تسير بشكل سيئ بالنسبة للإيطاليين ويسيطر اليونانيون على ما يقرب من ربع ألبانيا.
  - إيطاليا تطلب المساعدة العسكرية من ألمانيا ضد اليونانيين.

- 29 ديسمبر: غارات جوية ألمانية كبيرة على لندن؛ تضررت كاتدرائية القديس بولس .

## أنظر أيضا
- الجدول الزمني للحرب العالمية الثانية (1941)